# プール学院中学校・高等学校
プール学院中学校・高等学校（プールがくいんちゅうがっこう・こうとうがっこう）とは、大阪府大阪市生野区勝山北一丁目にある私立中学校・高等学校。

## 概要
学校法人プール学院によって運営されている女子校である。日本聖公会系のミッションスクールである。校名は、英国国教会から派遣されて来たプール主教 (A.W.Poole) の名に由来する。
普通科を設置している。

## コース
- 中学校
  - 一貫特進コース
  - キリスト教大学推薦コース
  - 総合特進コース
- 高等学校
  - スーパー特進コース
  - 特進コース
  - 国際コース
  - 総合芸術コース

## 沿革
- 1879年 - 英国聖公会宣教協会宣教師チャールズ・F・ワレンが自分の子供たちの教育のために、東洋女子教育協会（FES）に家庭教師を要請し、メリー・J・オクスラドが香港から来日し、女学校として川口外国人居留地に設立[1]
- 1881年 - FES が女学校を継承し、「永生学校」の名で開校
- 1890年 - 英国から大阪の地に派遣された最初の英国人主教A.W.Poole博士を記念して、普溜（）女学校と改称。
- 1917年 - 東成郡鶴橋町大字天王寺（現在地）に移転。
- 1929年 - プール女学校を廃校し、プール高等女学校設置。
- 1934年 - 室戸台風により校舎倒壊、生徒17人死亡。
- 1940年10月19日 - 聖泉高等女学校に改称。
- 1947年 - 校名をプール学院に変更。学制改革によりプール学院中学校設置。
- 1948年 - プール学院高等学校設置。
- 2004年 - 6年一貫教育システム（3スパン・コース制）を導入。
- 2007年 - 新校舎落成。

## 著名な出身者
- 八千草薫（女優）
- 中山美保（女優）
- 国分佐智子（女優、タレント）
- 坂本スミ子（歌手）
- 三ツ矢歌子（女優）
- 松原みき（歌手、作詞家、作曲家）
- 魏涼子（女優、声優）
- RiRiKA（元宝塚歌劇団花組娘役）
- 竹﨑由佳（アナウンサー、テレビ東京）
- 鹿田昌美（翻訳家・作家）

## 交通
- 桃谷駅（大阪環状線）東へ